# 홍패

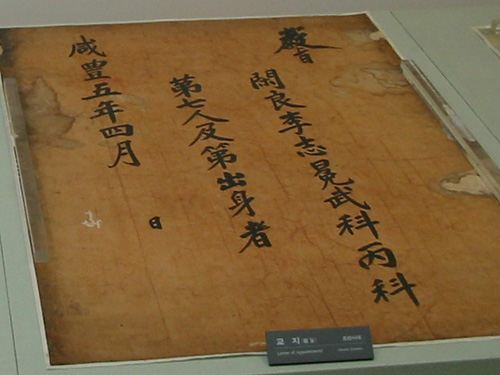
무과 급자자에게 발급한
홍패(紅牌) 교지
1855년, 급제자 이지면(李志冕)

홍패(紅牌)는 '붉은 빛깔의 증서'라는 의미로, 조선 시대에 문과나 무과 과거(科擧) 시험 급제자에 발급한 합격증이다. 홍당지(紅唐紙)라고도 부른다.
보통 홍화씨 등으로 붉게 염색한 종이로 발급되었기 때문에 '홍패'로 불리게 되었다.
한편 홍패는 문과나 무과 급제자에게 주어졌던 것에 비해, 생원, 진사 등을 선발하는 소과(小科) 합격자에게는 흰 빛깔의 백패(白牌) 교지를 주었다.
고려 시대 홍패 수여의 범위가 매우 넓었으나 조선시대는 홍패의 수여 범위가 극히 제한되어 문과·무과의 전시(殿試) 급제자에게만 주었다. 그 양식은 홍색의 종이에 성명과 갑과·을과·병과의 구분 등을 기입하고, 연·월·일의 연 밑에 어보를 찍었다.

## 실물이 현존하는 홍패

### 고려
| 연번 | 문화재명                  | 발급 연대             | 지정현황          | 비 고                                     |
| ---- | ------------------------- | --------------------- | ----------------- | ----------------------------------------- |
| 1    | 장양수 홍패 (張良守 紅牌) | 1205년(희종 1) 4월    | (구)국보 제181호  |                                           |
| 2    | 우탁 홍패 (禹倬 紅牌)     | 1290년(충렬왕 16) 5월 | 비지정            |                                           |
| 3    | 장계 홍패 (張桂 紅牌)     | 1305년(충렬왕31) 5월  | (구)보물 제501호  |                                           |
| 4    | 이자수 홍패 (李子脩 紅牌) | 1330년(충혜왕 1) 11월 | 비지정            | 원본은 현존하지 않고 족보에 내용만 전해짐 |
| 5    | 양이시 홍패 (楊以時 紅牌) | 1355년(공민왕 4) 2월  | (구)보물 제725호  | ‘남원양씨 종중 문서 일괄’에 포함됨        |
| 6    | 양수생 홍패 (楊首生 紅牌) | 1376년(우왕 2) 6월    | (구)보물 제725호  | '남원양씨 종중 문서 일괄'에 포함됨        |
| 7    | 최광지 홍패 (楊首生 紅牌) | 1376년(창왕 1) 9월    | (구)보물 제2062호 |                                           |